# Форбс (озеро)
Форбс (англ. Forbes Lake) — озеро в північній частині провінції Саскачеван (Канада).

## Географія
Озеро Форбс розташоване між 55°45' і 56°00' північної широти і 104°30' і 105°00' західної довготи приблизно 90 км до північого сходу від міста Ла-Ронж (місто). З озера Ла-Ронж в озеро Форбс можна добратися водним шляхом через систему річок і озер в басейні річки Черчилл. Зв'язок з озером Форбс здійснюється також з використанням гідропланів.
Озеро Форбс має витягнуту форму (приблизно 12 км в довжину і 2 в ширину). Воно розташоване в переважно низинній місцевості, з пагорбами не вище 300 м над рівнем моря. Геологічно місцевість являє собою шарувату структуру, складену з метаосадочних і вулканічних гірських порід, що знаходить своє вираження в витягнутій формі озер і лінійних грядках пагорбів. Самі пагорби утворені гранітними виходами. Топографія місцевості практично не зазнала впливу льодовиків, льодовикові відкладення (пісок, глина, гравій, валуни,  торф'яні болота) представлені тонким шаром, не скрізь приховує основну породу, оголення якої займають від третини до половини площі регіону. Зокрема, північний берег озера Форбс і острова на озері складені з кислих магматичних порід (польові шпати, кварц, біотит, місцями, ймовірно, андезит). Зустрічаються мафічні виходи на поверхню базальту і туфу. У південній частині озера метавулкнічні (включаючи граніт і дрібнозернистий порфір) і туфові породи перемежовуються осадовими пелітами, псаммітами.

## Тваринний світ
У кількість риб, що мешкають в озері Форбс, входять озерний голець-крістівомер (Salvelinus namaycush), судак жовтий і щука. У 2010-х роках вилов озерного гольця в озері форбс обмежений одним екземпляром на рибалку.